# Alfredo Rizzo (Schauspieler)

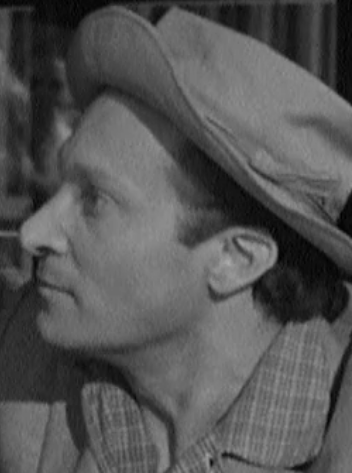
Alfredo Rizzo (1951)

Alfredo Rizzo (* 2. Januar 1902 in Nizza, Frankreich; † 6. September 1991 in Rom) war ein italienischer Schauspieler.

## Leben
Rizzos Karriere begann auf Vaudeville-Bühnen, wo er Varieténummern mit seinem Bruder Carlo und anderen Größen des goldenen Zeitalters wie Erminio Macario und Renato Rascel dieser Kunstform (die etwa von 1930 bis 1945 dauerte) aufführte. Dabei waren die Brüder von 1937 bis 1947 die Köpfe eines der gefragtesten Ensembles. Seine erste Kinorolle spielte Rizzo für Mario Mattòlis Lo vedi come sei… lo vedo come sei? im Jahr 1939. In der Zeit nach dem Zweiten Weltkrieg intensivierten sich seine Auftritte in Filmen, wobei er in Dramen ebenso wie in Komödien fast immer die Rolle des Schurken übernahm. 1960 rief er, wieder mit seinem Bruder Carlo, ein eigenes Bühnenensemble ins Leben (die „Compagnia Fratelli Rizzo-Franca Volpi“), blieb aber dem Kino in vielen Rollen verbunden. Später schrieb er auch Drehbücher und führte Regie bei meist erotisch angehauchte Komödien, die er mit Koautoren wie Mario Amendola, Roberto Mauri oder Bruno Corbucci verfasste. Künstlerisch bedeutendere Werke stehe jedoch auch auf der Liste seiner Filme; so setzte ihn Federico Fellini viermal ein. In etlichen der auf reinen Kommerz setzenden Produktionen agierte Rizzo unter dem anglisierten Namen Alfred Rice oder Fred Ritz. Seine letzte Rolle spielte er für das Fernsehen, 1986.

## Filmografie (Auswahl)
Schauspieler
- 1953: Brot, Liebe und Fantasie (Pane, amore e fantasia)
- 1953: Ein Herz und eine Krone (Roman Holiday)
- 1959: Terror in Oklahoma (Il terrore dell'Oklahoma)
- 1960: Das Ungeheuer auf Schloß Bantry (L'ultima preda del vampiro)
- 1962: Die Rache des Vampyr (La strage dei vampiri)
- 1963: Die Arche Noah (Giacobbe, l'uomo che lottò con Dio)
- 1963: Zorro, der Mann mit den zwei Gesichtern (Il segno di Zorro)
- 1964: Due mafiosi nel Far West
- 1965: 5 tombe per un medium
- 1965: Colorado Charlie
- 1965: Scarletto – Schloß des Blutes (Il boia scarlatto)
- 1966: Vajas con Dios, Gringo
- 1967: Django – Dein Henker wartet (Non aspettare Django, spara)
- 1967: Nato per uccidere
- 1968: Django – sein letzter Gruß (La vendetta è il mio perdono)
- 1969: Die Degenerierten (Satyricon)
- 1969: Zwei Trottel als Revolverhelden (Franco e Ciccio sul sentiero della guerra)
- 1970: Campana (Quando suona la campana)
- 1970: Zwei Trottel in Afrika (Due bianchi nell'Africa nera)
- 1971: 1000 Dollar Kopfgeld (Il venditore di morte)
- 1971: Quelle sporche anime dannate
- 1971: Weihwasser Joe (Acquasanta Joe)
- 1974: Ein Champion ist keine Ware (Sistema l'America e torno)
- 1978: Der Superbulle jagt den Paten (Squadra antimafia)
- 1981: Zwei tote Hosen sahnen ab (Uno contro l'altro, praticamente amici)

Regie und Drehbuch
- 1971: Himmelfahrtskommando in die Hölle (I gardini del diavolo) (auch Darsteller)
- 1974: Carnalità
- 1975: La bolognese
- 1975: La sanguisa conduce la danza
- 1976: Sorbole… che romagnola!
- 1977: Peccati di una giovane moglie di campagna
- 1978: Suggestionata
- 1978: Alessia… un vulcano sotto la pelle